# Lingua cree delle pianure

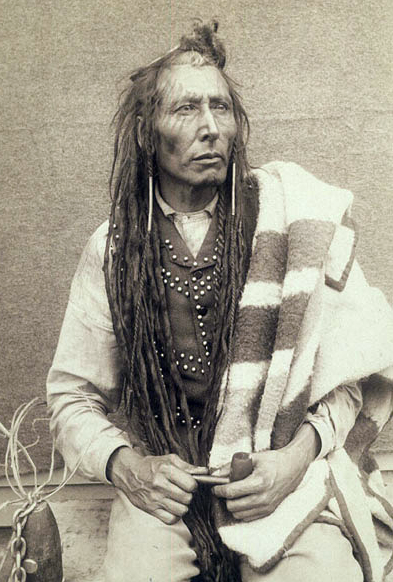
Poundmaker (1842–1886), un capo dei Cree delle Pianure

La lingua cree delle pianure (Plains Cree in inglese, ᓀᐦᐃᔭᐍᐏᐣ nēhiyawēwin in lingua cree) è un dialetto della Lingua cree appartenente alla famiglia linguistica Algonchina, che è il più popoloso gruppo delle lingue indigene canadese.   Per alcuni studiosi, la lingua è considerata una lingua appartenente al gruppo linguistico Cree-Montagnais altri invece ritengono si tratti di un dialetto della Lingua cree, distinta dai linguaggi Montagnais, in quest'ottica il Plains Cree sarebbe uno dei cinque dialetti principali dei Cree, insieme a Lingua cree delle foreste, Lingua cree delle paludi, Lingua cree moose e Lingua Atikamekw.
Tra tutti i dialetti Cree, il cree di pianura è quello che ha più locutori.  In tutto sono circa  80000 i madrelingua cree, di questi circa 34000 parlano il cree delle pianure soprattutto nelle province dello Saskatchewan ed Alberta ma anche in Manitoba e nel Montana. Questo numero sta diminuendo a causa della pressione sociale dell'inglese, che fa sì che molti bambini Cree non abbiano una buona conoscenza della lingua Cree. È ancora possibile trovare persone che sanno parlare solo il Plains Cree, soprattutto in alcune zone rurali del settentrione dei territori Cree, si tratta però, prevalentemente, di anziani ed il loro numero è in continua diminuzione.

## Morfologia
La Lingua cree delle pianure è classificata come una Lingua polisintetica flessiva  come risultato della complessità della combinazione dei suoi affissi.   A part quattro prefissi personali, utilizza esclusivamente suffissi.

## Vocabolario
La lingua cree delle pianure è uno dei diversi dialetti Cree-Montagnais.  La tavola seguente confronta parole in Plains Cree con altri dialetti. 
Si noti che ogni sostantivo è espresso nella forma singolare.
|                                 | Plains Cree                        | Woods Cree                   | Swampy Cree                    | East Cree                      |
| ------------------------------- | ---------------------------------- | ---------------------------- | ------------------------------ | ------------------------------ |
| "ascia"                         | ᒌᑲᐦᐃᑲᐣ cīkahikan                   | ᒉᑲᐦᐃᑲᐣ cīkahikan             | ᒌᑲᐦᐃᑲᐣ cīkahikan               | ᐅᓯᑖᔅᒄ usitaaskw                |
| "orso"                          | ᒪᐢᑿ maskwa                         | ᒪᐢᑿ maskwa                   | ᒪᐢᑾ (western ᒪᐢᑿ) maskwa       | ᒋᔐᔮᒄ chisheyaakw, ᑳᑰᔥ kaakuush |
| "libro"                         | ᒪᓯᓇᐦᐃᑲᐣ masinahikan                | ᒪᓯᓇᐦᐃᑲᐣ masinahikan          | ᒪᓯᓇᐦᐃᑲᐣ masinahikan            | ᒪᓯᓇᐦᐄᑲᓂᔥ masinahiikanish       |
| "carro"                         | ᓭᐦᑫᐤ sēhkēw                        | ᐅᑖᐹᓈᐢᐠ otāpānāsk             |                                | ᐅᑖᐹᓂᔥ utaapaanish              |
| "orologio"                      | ᐲᓯᒧᐦᑳᐣ pīsimohkān                  | ᐯᓯᒧᐦᑳᐣ pīsimohkān            |                                | ᐲᓯᒧᐦᑳᓐ piisimuhkaan            |
| "cane"                          | ᐊᑎᒼ atim                           | ᐊᑎᒼ atim                     | ᐊᑎᒼ atim                       | ᐊᑎᒻ atim                       |
| "fuoco"                         | ᐃᐢᑯᑌᐤ iskotēw                      | ᐃᐢᑯᑌᐤ iskotīw                | ᐃᐡᑯᑌᐤ iškotew                  | ᐃᔥᑯᑌᐤ ishkuteu                 |
| "pesce"                         | ᑭᓄᓭᐤ kinosēw                       | ᑭᓄᓭᐤ kinosīw                 |                                | ᓇᒣᔅ names                      |
| "pistola"                       | ᐹᐢᑭᓯᑲᐣ pāskisikan                  | ᐹᐢᑭᓯᑲᐣ pāskisikan            | ᐹᐢᑭᓯᑲᐣ pāskisikan              | ᐹᔅᒋᓯᑲᓐ paaschisikan            |
| "cavallo"                       | ᒥᐢᑕᑎᒼ mistatim                     | ᒥᐢᑕᑎᒼ mistatim, ᒥᓴᑎᒼ misatim | (western ᒥᓴᑎᒼ misatim)         | ᑳᐸᓚᔅᑴᐤ kaapalaskweu            |
| "ospedale"                      | ᐋᐦᑯᓰᐏᑲᒥᐠ āhkosīwikamik             | ᐋᐦᑯᓭᐏᑲᒥᐠ āhkosīwikamik       | ᐋᐦᑯᓰᐎᑲᒥᐠ āhkosīwikamik         | ᐋᐦᑯᓰᐅᑲᒥᒄ aahkusiiukamikw       |
| "coltello"                      | ᒨᐦᑯᒫᐣ mōhkomān                     | ᒧᐦᑯᒫᐣ mohkomān               | ᒨᐦᑯᒫᐣ mōhkomān                 | ᒨᐦᑯᒫᓐ muuhkomaan               |
| "uomo (maschio adulto)"         | ᓈᐯᐤ nāpēw                          | ᓈᐯᐤ nāpīw                    | ᓈᐯᐤ nāpew                      | ᓈᐯᐤ naapeu                     |
| "denaro"                        | ᓲᓂᔮᐤ sōniyāw                       |                              | ᔔᓂᔮᐤ šōniyāw                   | ᔔᓕᔮᐤ shuuliyaau                |
| "alce"                          | ᒨᔁ mōswa                           | ᒨᔁ mōswa                     | ᒨᐢ mōs (western ᒨᔁ mōswa)      | ᒨᔅ muus                        |
| "mio padre"                     | ᓅᐦᑖᐏᕀ (ᓅᐦᑖᐃ᛬) nōhtāwiy, ᓂᐹᐹ nipāpā | ᓂᐹᐹ nipāpā, ᓄᐦᑖᐏᕀ nōhtāwiy   | ᓅᐦᑖᐎᕀ (western ᓅᐦᑖᐏᕀ) nōhtāwiy | ᓅᐦᑖᐐ nuuhtaawii                |
| "mia madre"                     | ᓂᑳᐏᕀ (ᓂᑳᐃ᛬) nikāwiy, ᓂᐹᐹ nimāmā    | ᓂᒫᒫ nimāmā, ᓂᑳᐏᕀ nikāwiy     | (western ᓂᑳᐏᕀ nikāwiy)         | ᓂᑳᐐ nikaawii                   |
| "mio fratello maggiorer"        | ᓂᐢᑌᐢ nistēs                        | ᓂᐢᑌᐢ nistīs                  | ᓂᐢᑌᐢ nistes (western nistēs)   | ᓂᔅᑌᔅ nistes                    |
| "mia sorella maggiore"          | ᓂᒥᐢ nimis                          | ᓂᒥᐢ nimis                    | ᓂᒥᐢ nimis (also western)       | ᓂᒥᔅ nimis                      |
| "mio/a fratello/sorella minore" | ᓂᓰᒥᐢ nisīmis                       | ᓂᓭᒥᐢ nisīmis                 | (western ᓂᓰᒥᐢ nisīmis)         | ᓂᔒᒻ nishiim                    |
| "scarpa"                        | ᒪᐢᑭᓯᐣ maskisin                     | ᒪᐢᑭᓯᐣ maskisin               | ᒪᐢᑭᓯᐣ maskisin                 | ᒪᔅᒋᓯᓐ maschisin                |
| "zucchero"                      | ᓲᑳᐤ sōkāw, ᓰᐏᓂᑲᐣ sīwinikan         | ᓲᑳᐤ sōkāw                    |                                | ᔔᑳᐤ shuukaau                   |
| "città"                         | ᐆᑌᓈᐤ ōtēnāw                        |                              | ᐃᐦᑖᐎᐣ ihtāwin                  | ᐃᐦᑖᐎᓐ ihtaawin, ᐅᑌᓈᐤ utenaau   |
| "albero"                        | ᒥᐢᑎᐠ mistik                        | ᒥᐢᑎᐠ mistik                  | ᒥᐢᑎᐠ mistik                    | ᒥᔥᑎᒄ mishtikw                  |
| "donna"                         | ᐃᐢᑵᐤ iskwēw                        | ᐃᐢᑵᐤ iskwīw                  | ᐃᐢᑶᐤ iskwew                    | ᐃᔅᑶᐤ iskweu                    |

Nella seguente tavola, ogni verbo è espresso nella terza persona singolare.
|                                             | Plains Cree                      | Woods Cree      | Swampy Cree        | East Cree                |
| ------------------------------------------- | -------------------------------- | --------------- | ------------------ | ------------------------ |
| "lui/lei arriva"                            | ᑕᑯᓯᐣ takosin                     |                 | ᑕᑯᔑᐣ takošin       | ᑕᑯᔑᓐ takushin            |
| "lui/lei può vedere abbastanza di lui/loro" | ᑌᐹᐸᐦᑕᒼ tēpāpahtam                |                 | ᑌᐹᐸᐦᑕᒼ tepāpahtam  | ᑌᐹᐸᐦᑕᒻ tepaapahtam       |
| "lui/lei tossisce"                          | ᐅᐢᑐᐢᑐᑕᒼ ostostotam               |                 | ᐅᐢᑐᐢᑐᑕᒼ ostostotam | ᐅᔥᑐᑕᒻ ushtutam           |
| "lui/lei muore, cessa di vivere"            | ᓂᐱᐤ nipiw, ᐴᓂᐱᒫᑎᓯᐤ pōnipimātisiw |                 | ᓂᐱᐤ nipiw          | ᐴᓂᐱᒫᑎᓰᐤ puunipimaatisiiu |
| "lui/lei si imbarca"                        | ᐴᓯᐤ pōsiw                        |                 | ᐴᓯᐤ pōsiw          | ᐴᓲ puusuu                |
| "lui/lei li dà a lui/lei/loro "             | ᒥᔦᐤ miyēw                        | ᒣᖧᐤ mīthīw      | ᒦᓀᐤ mīnew          | ᒦᔦᐤ miiyeu               |
| "lui/lei sta dormendo"                      | ᓂᐹᐤ nipāw                        |                 | ᓂᐹᐤ nipāw          | ᓂᐹᐤ nipaau               |
| "lui/lei uccide lui/lei/loro"               | ᓂᐸᐦᐁᐤ nipahēw                    |                 | ᓂᐸᐦᐁᐤ nipahew      | ᓂᐸᐦᐁᐤ nipaheu            |
| "lui/lei conosce lui/lei/loro"              | ᑭᐢᑫᔨᒣᐤ kiskēyimēw                |                 | ᑭᐢᑫᓂᒣᐤ kiskenimew  | ᒋᔅᒉᔨᒣᐤ chischeyimeu      |
| "lui/lei ride"                              | ᐹᐦᐱᐤ pāhpiw                      | ᐹᐦᐱᐤ pāhpiw     | ᐹᐦᐱᐤ pāhpiw        | ᐹᐦᐴ paahpuu              |
| "lui/lei vive"                              | ᐱᒫᑎᓯᐤ pimātisiw                  |                 | ᐱᒫᑎᓯᐤ pimātisiw    | ᐱᒫᑎᓰᐤ pimaatisiiu        |
| "lui/lei gioca"                             | ᒣᑕᐍᐤ mētawēw                     | ᒣᑕᐍᐤ mītawīw    |                    | ᒣᑕᐌᐤ metaweu             |
| "lui/lei vede lui/lei/loro"                 | ᐚᐸᒣᐤ wāpamēw                     | ᐚᐸᒣᐤ wāpamīw    | ᐙᐸᒣᐤ wāpamew       | ᐙᐸᒣᐤ waapameu            |
| "lui/lei vede lui/loro"                     | ᐚᐸᐦᑕᒼ wāpahtam                   | ᐚᐸᐦᑕᒼ wāpahtam  | ᐙᐸᐦᑕᒼ wāpahtam     | ᐙᐸᐦᑕᒼ waapahtam          |
| "lui/lei spara a lui/lei/loro"              | ᐹᐢᑭᓷᐤ pāskiswēw                  | ᐹᐢᑭᓷᐤ pāskiswīw |                    | ᐹᔅᒋᓷᐤ paaschisweu        |
| "lui/lei spara a lui/loro"                  | ᐹᐢᑭᓴᒼ pāskisam                   |                 | ᐹᐢᑭᓴᒼ pāskisam     | ᐹᔅᒋᓴᒻ paaschisam         |
| "lui/lei spara"                             | ᐹᐢᑭᓯᑫᐤ pāskisikew                |                 | ᐹᐢᑭᓯᑫᐤ pāskisikew  | ᐹᔅᒋᓯᒉᐤ paaschisicheu     |
| "lui/lei cammina"                           | ᐱᒧᐦᑌᐤ pimohtēw                   | ᐱᒧᐦᑌᐤ pimohtīw  | ᐱᒧᐦᑌᐤ pimohtew     | ᐱᒧᐦᑌᐤ pimuhteu           |
| "lui/lei lavora"                            | ᐊᑐᐢᑫᐤ atoskēw                    | ᐊᑐᐢᑫᐤ atoskīw   | ᐊᑐᐢᑫᐤ atoskew      | ᐊᑐᔅᒉᐤ atuscheu           |
| "È grande"                                  | ᒥᓵᐤ misāw                        |                 | ᒥᔖᐤ mišāw          | ᒥᔖᐤ mishaau              |
| "È grazioso"                                | ᒥᔼᓯᐣ miywāsin                    |                 | ᒥᓍᔑᐣ minwāšin      | ᒥᔻᔔ miywaashuu           |
| "Sta piovendo"                              | ᑭᒧᐘᐣ kimowan                     | ᑭᒧᐘᐣ kimowan    | ᑭᒧᐗᐣ kimowan       | ᒋᒧᐎᓐ chimuwin            |
| "Sta nevicando"                             | ᒥᐢᐳᐣ mispon                      | ᒥᐢᐳᐣ mispon     | ᒥᐢᐳᐣ mispon        | ᒥᔅᐳᓐ mispun              |
| "È ventoso"                                 | ᔫᑎᐣ yōtin                        | ᖫᑎᐣ thōtin      | ᓅᑎᐣ nōtin          | ᔫᑎᓐ yuutin               |
| "È buono"                                   | ᒥᔪᐢᐸᑿᐣ miyospakwan               |                 | ᒥᓄᐢᐸᑾᐣ minospakwan | ᒥᔪᔅᐳᑯᓐ miyuspukun        |

|              | Plains Cree                | Woods Cree             | Swampy Cree                   | East Cree            |
| ------------ | -------------------------- | ---------------------- | ----------------------------- | -------------------- |
| "al mattino" | ᑫᑭᓭᑊ kēkisēp, ᑮᑭᓭᑊ kīkisēp |                        | (eastern ᑫᑭᔐᑊ kekišep)        | ᒉᒋᔐᑉ chechishep      |
| "fuori"      | ᐘᔭᐑᑎᒥᕽ wayawītimihk        | ᐘᖬᐍᑎᒥᕽ wathawītimihk   | (eastern ᐗᓇᐐᑎᒥᕽ wanawītimihk) | ᐐᐐᑎᒥᐦᒡ wiiwiitimihch |
| "uno"        | ᐯᔭᐠ pēyak                  | ᐯᔭᐠ pīyak              | ᐯᔭᐠ pēyak (eastern peyak)     | ᐯᔭᒄ peyakw           |
| "due"        | ᓃᓱ nīso                    | ᓀᓱ nīso                | ᓃᓱ nīso (eastern ᓃᔓ nīšo)     | ᓃᔓ niishu            |
| "tre"        | ᓂᐢᑐ nisto                  | ᓂᐢᑐ nisto              | ᓂᐢᑐ nisto                     | ᓂᔥᑐ nishtu           |
| "quattro"    | ᓀᐓ nēwo                    | ᓀᔪ nīyo                | ᓀᐓ nēwo                       | ᓀᐅ neu               |
| "cinque"     | ᓂᔮᓇᐣ niyānan               | ᓂᔮᓇᐣ niyānan           | ᓂᔮᓇᐣ niyānan                  | ᓂᔮᔨᓐ niyaayin        |
| "sei"        | ᓂᑯᑤᓯᐠ nikotwāsik           | ᓂᑯᑤᓯᐠ nikotwāsik       | ᓂᑯᑤᓯᐠ nikotwāsik              | ᓂᑯᑣᔥᒡ nikutwaashch   |
| "sette"      | ᑌᐸᑯᐦᑊ tēpakohp             | ᑌᐸᑯᐦᑊ tīpakohp         | ᑌᐸᑯᐦᑊ tēpakohp                | ᓃᔣᔥᒡ niishwaashch    |
| "otto"       | ᐊᔨᓈᓀᐤ ayinānēw             | ᐊᔨᓈᓀᐤ ayinānīw         | ᐊᔨᓈᓀᐤ ayinānēw                | ᓂᔮᓈᓀᐤ niyaanaaneu    |
| "nove"       | ᑫᑲ ᒥᑖᑕᐦᐟ kēka-mitātaht     | ᑫᑲ ᒥᑖᑕᐦᐟ kīka-mitātaht | ᑫᑲ ᒥᑖᑕᐦᐟ kēka-mitātaht        | ᐯᔭᑯᔥᑌᐤ peyakushteu   |
| "dieci"      | ᒥᑖᑕᐦᐟ mitātaht             | ᒥᑖᑕᐦᐟ mitātaht         | ᒥᑖᑕᐦᐟ mitātaht                | ᒥᑖᐦᑦ mitaaht         |

I termini utilizzati nelle tabelle precedenti sono stati presi da: Plains Cree, the Online Cree Dictionary website; Woods Cree, the Gift of Language and Culture website, the Saskatchewan Indian Languages website, western Swampy Cree, the Saskatchewan Indian Languages website;  eastern Swampy Cree, Ontario Ministry of Education (2002), East Cree, the Eastern James Bay Cree Language website.
Quando una casella è vuota significa che non si è trovato un termine corrispondente, questo non significa che il termine non esista in quel dialetto.

## Sistemi di scrittura
Esistono due sistemi di scrittura per la lingua Cree, a prescindere da quale dialetto si intenda rappresentare. Il primo è il Sillabario Aborigeno Canadese, il secondo è l'Alfabeto latino.